# Nosferatu (группа)
Nosferatu (иногда ошибочно используется написание Nösferätu) — британская музыкальная группа, исполняющая готик-рок. Своим названием команда обязана знаменитому немому фильму ужасов «Носферату». С момента образования в 1988 году коллектив добился значительного коммерческого успеха, продав более 100 тысяч копий альбомов.
По мнению некоторых критиков, Nosferatu — одна из тех групп «третьей волны» готик-рока, которым удалось сохранить популярность даже несмотря на наступление «враждебного мейнстрима» и уход жанра в андеграунд. Эпатажный сценический образ музыкантов, во многом отражающий стереотипные представления о носителях готической субкультуры, оказал существенное влияние на некоторых современных исполнителей, в целом далёких от готик-рока (в частности на Мэрилина Мэнсона). Кроме того, Nosferatu относятся к числу коллективов, особенно увлечённо и последовательно раскрывающих в своём творчестве вампирскую тематику.

## История

### Образование группы и ранние записи: 1988—1992
Группа была образована в марте 1988 года тремя музыкантами: гитаристом Дэмьеном Де Виллем, ранее игравшим в глэм-готической команде Sister Midnight, и бывшими участниками коллектива The Dreaming — басистом Владом Яничеком и вокалисткой, известной как Сапфир Аврора. Партии клавишных и ударных записывались участниками группы на кассеты. Первые концерты Nosferatu не привлекли особого внимания публики, более того, при выходе на сцену их встречали враждебно. Лейблы отказывались сотрудничать с музыкантами, мотивируя это «слишком готическим» стилем их творчества; периодические уходы и возвращения в группу вокалистки также не способствовали эволюции коллектива. Лишь к 1990 году Nosferatu добились относительных успехов, отыграв (с новым вокалистом Гэри Кларком) несколько успешных концертов в Лондоне и проведя небольшое турне по Англии. Группа активно эпатировала публику: Гэри Кларка в начале выступления выносили на сцену в гробу, а во время концерта он «проповедовал», стоя за церковной кафедрой. Nosferatu придавали театральной составляющей своего имиджа такое значение, что даже приезжали на концерты на катафалке.
Сразу после английского тура Гэри Кларк внезапно покинул коллектив, после чего Nosferatu временно ушли в творческий отпуск. В апреле 1991 года новым вокалистом группы стал Луис Де Рэй; при его участии музыканты записали дебютный EP The Hellhound, встреченный положительными рецензиями критиков и неожиданно быстро раскупленный, а также дважды выступили «на разогреве» у известной готической группы Sex Gang Children. В 1992 году на связь с коллективом вышел молодой американский журналист Брайан Уорнер (позднее получивший широкую известность под именем Мэрилин Мэнсон), и Nosferatu дали интервью его журналу Propaganda Magazine.

### Коммерческий успех: 1993—1995
Подписав контракт с престижным лейблом Cleopatra Records, Nosferatu в 1993 году выпустили свой первый студийный альбом Rise. Сингл «Inside the Devil» попал в британские чарты, заняв, в частности, 131-е место из двухсот в главном хит-параде страны The National Top 200 UK Chart, что было на тот момент уникальным событием для группы, исполняющей готик-рок, а дебютный лонгплей Rise стал наиболее коммерчески успешным из всех релизов Nosferatu. В музыкальном плане Rise не был очень оригинальным, однако рецензенты высоко оценили качество представленного на диске материала. Несмотря на растущую известность Nosferatu, вскоре после выхода альбома вокалист Луис Де Рэй покинул группу.
С новым вокалистом Найеллом Мёрфи и несколькими сессионными музыкантами Nosferatu записали сингл «Savage Kiss», дошедший до шестнадцатой строчки в британском независимом чарте, и впервые дали концерт за пределами Великобритании (в Париже, 30—31 октября 1993 года). В 1994 году ранние работы коллектива были изданы как компиляция под названием Legend; в поддержку этого диска музыканты успешно выступили в Бельгии и Голландии, а также стали хэдлайнерами третьего фестиваля Wave-Gotik-Treffen. В том же году вышел второй студийный альбом группы, названный The Prophecy, имевший большой успех у слушателей и достигший 14-й позиции в независимом чарте. Мнения критиков о диске, однако, разошлись — если одни сочли представленные на нём композиции «мрачно-поэтическими», «тёмными и тревожными, но не шокирующими» и «довольно сложными», то другие остались крайне недовольны «слабым, дрожащим голоском» нового певца и констатировали, что «только благодаря эмоциональному вокалу Де Рэя Nosferatu не казались идиотами».

### Концертная деятельность: 1995—2003
Вслед за шумным успехом последовала практически полная смена состава коллектива: единственным изначальным его участником остался гитарист Дэмьен Де Вилль. Найдя новых музыкантов, он реорганизовал группу и заключил контракт с Hades Records. В этот период коллектив активно гастролировал, выступая на различных фестивалях и концертных площадках в Великобритании, Бельгии, Ирландии и Франции (любопытно, что французская полиция однажды едва не арестовала музыкантов, сочтя их эксцентричный внешний вид слишком подозрительным). Позднее, в 2000 году, записи, сделанные на этих выступлениях, были изданы как концертный альбом Reflections Through a Darker Glass.
В 1996 году был выпущен третий студийный альбом Prince of Darkness, получивший положительные отзывы критиков, а спустя год вышел четвёртый, Lord of the Flies, — более тяжёлый по звучанию и не столь удачный, но всё же, с точки зрения критиков, достаточно «солидный». В это время обычной практикой для группы стало приглашение сессионных музыкантов, поскольку основной состав не отличался устойчивостью; в частности, для записи Lord of the Flies к работе был привлечён известный ударник Рэт Скэбис из The Damned. На рубеже 1990-х и 2000-х годов Nosferatu практически перестали выпускать новый материал, сосредоточившись на создании кавер-версий чужих песен и «заказных» композиций (в частности, для компьютерной игры Vampire: The Masquerade – Redemption). Сборник ремиксов ReVamped, изданный в 1999 году, даже обычно благожелательно настроенные критики сочли излишеством, способным заинтересовать лишь самых искренних поклонников Nosferatu. В 2001 году группа выпустила сборник лучших песен The Best of Nosferatu: Vol.I, содержавший также видеоклип на песню «Haunting» в качестве бонуса.
В 2002 году, перед самым фестивалем M’era Luna, где Nosferatu должны были стать хэдлайнерами, вокалист Доминик Лавей внезапно отказался выступать и объявил об уходе из группы (вероятно, из-за проблем со здоровьем — незадолго до этого он упал в обморок прямо на сцене). Благодаря помощи Кристиана Слотера (Iron Heart) коллектив всё же выступил на фестивале; более того, музыканты намеревались продолжить сотрудничество со Слотером, однако были вынуждены отказаться от этой идеи из-за протестов звукозаписывающей компании.

### Современный этап
Вынужденные в очередной раз срочно искать вокалиста музыканты обратились к бывшему фронтмену коллектива Луису Де Рэю, который согласился вернуться в группу. Nosferatu в обновлённом составе возобновили концертную деятельность, объездив всю Европу, посетив Россию и даже выступив в Мексике. В 2005 году вышел первый за долгое время сингл группы «Somebody Put Something in My Drink» (кавер-версия одноимённой песни панк-группы Ramones), довольно сдержанно воспринятый критикой. Кроме того, были выпущены ретроспективный сборник Vampyres, Witches, Devils & Ghouls... The Very Best of Nosferatu и встреченная одобрительными рецензиями коллекция лучших песен Anthology (оба 2006).
После многочисленных выступлений на фестивалях Nosferatu наконец объявили о завершении работы над новым студийным альбомом, первым за четырнадцать лет. В процессе его записи состав коллектива в очередной раз претерпел изменения — в группу вернулись уже игравшие в ней раньше ударница Белль Стар (Killing Miranda, Lahannya) и бас-гитарист Стефан Дьябло. Альбом получил название Wonderland и вышел 7 марта 2011 года; группа посвятила его памяти актрисы Ингрид Питт. Музыкальные критики высоко оценили диск, сразу после релиза приобщив его к числу классических произведений готик-рока; некоторые из них, впрочем, посетовали, что альбом не столь впечатляет, как Rise или Legend, однако всё же отметили «прекрасные» клавишные партии и неплохую ритм-секцию. Wonderland стал для группы особенной работой: песни сначала записывались на плёнку и лишь затем оцифровывались, что помогло сохранить особое звучание, одновременно мощное и «тёплое», а вокал вернувшегося в группу Луиса Де Рэя сделался, по мнению критиков, ещё лучше. Сам вокалист вспоминал, что при работе над новым диском ему хотелось сделать его «синим и холодным», тогда как предыдущие альбомы он воспринимает как «красные и горячие». «Wonderland — это та запись, которую я мечтал сделать со времён моего семнадцатилетия», — признался Де Рэй в интервью.
В 2011 году Дэмьен Де Вилль, единственный участник Nosferatu, игравший во всех составах группы, сообщил, что работает над книгой, посвящённой истории коллектива. Её рабочее название — «Крик вампира: История готической рок-группы». Тем же летом, вскоре после успешного выступления на Wave Gothic Treffen, музыканты подверглись нападению агрессивных маргиналов; все участники группы остались живы, однако в прессе этот инцидент поставили практически в один ряд с таким трагическим событием, как нашумевшее убийство Софи Ланкастер.
Группа приняла предложение о выступлении на фестивале Nocturnal Culture Night VII в Лейпциге, который пройдёт 7 сентября 2012 года. Планируется, что Nosferatu станут одними из хэдлайнеров мероприятия наравне с Clan of Xymox и Front 242.

## Стиль и влияние
Ранние работы Nosferatu, по мнению музыкальных критиков, несут явный отпечаток влияния Bauhaus, однако при этом не являются простыми копиями и могут считаться образцовыми произведениями своего жанра. Стиль коллектива можно охарактеризовать как сочетание мрачных, хорошо запоминающихся мелодий с агрессивной, чёткой ритм-секцией. На последнем на данный момент альбоме Wonderland, несмотря на всю его «классичность», можно обнаружить элементы психоделик-рока.
Сами участники группы признавали, что на их творчество повлияли коллективы, исполнявшие панк-рок (Sex Pistols), пост-панк (The Damned, The Lords of the New Church, The Cure) и психоделический рок (The Doors, Pink Floyd, The Who). Луис Де Рэй также подтвердил некоторое воздействие The Sisters of Mercy на музыку Nosferatu, а Дэмьен Де Вилль называл среди исполнителей, оказавших влияние на творчество группы, Bauhaus и Ramones. The Damned оказали воздействие не только на творчество музыкантов, но и на их сценический имидж.
В свою очередь, Nosferatu оказали влияние на некоторые современные готические группы (например, по мнению некоторых критиков, на Merciful Nuns), а отдельные элементы их эпатажного сценического поведения впоследствии заимствовал Мэрилин Мэнсон. Команду иногда считают, наравне с Rosetta Stone, одной из тех групп «третьей волны», которым удалось сохранить популярность вопреки наступлению «враждебного мейнстрима». По мнению Катерины Йеске, журналистки Trouser Press, «нет другой группы, которая так великолепно и с таким энтузиазмом воплощала бы стереотипный готический образ». Организация The Gothic Society и журнал Grimoire, основанные участниками Nosferatu, стали своего рода центрами, вокруг которых объединились менее известные представители британской готической сцены.
Основной тематикой песен коллектива всегда являлся вампиризм, который вокалист группы Луис Де Рэй рассматривает как «прекрасную метафору». Брайан Стэблфорд называет Nosferatu, наряду с такими группами, как Two Witches и Inkubus Sukkubus, одной из готических команд, чей имидж и идеология особенно тесно связаны с «вампирскими» образами. Некоторые критики полагают даже, что среди исполнителей, когда-либо эксплуатировавших эту тематику, группа является наиболее известной и популярной. Музыка Nosferatu популярна среди представителей т. н. «вампирской субкультуры», некоторые из которых входят в фэн-организацию The Gothic Society, занимающуюся рекламой и продвижением релизов группы. Также существенное место в творчестве коллектива занимают различные мистические мотивы. По словам Дэмьена Де Вилля, Nosferatu всегда ориентировались на развлечение слушателя, поэтому не стоит воспринимать содержание их текстов чересчур серьёзно. Луис Де Рэй, однако, придерживается иного взгляда на этот вопрос.

Мне всегда нравилась музыка, которая раскрывает свою тематику в серьёзном ключе, которая может сопровождать самые значительные моменты человеческого существования. Я люблю писать тексты и получаю особое удовольствие, когда пропеваю определённые слова. Писать о чём-нибудь важном — это радость, и это одна из причин, по которой мне нравится быть участником именно «готической» группы.
Оригинальный текст (англ.)I've always loved music that was serious about its subject and that could accompany the most intense moments of human existence. I love writing lyrics and particularly enjoy the feel of certain words in my mouth when I sing. Writing about big subjects is a joy and it's one of my favourite things about being in a 'goth' band.
— Луис Де Рэй

## Дискография
Официальная дискография Nosferatu представлена пятью студийными альбомами, одним концертным альбомом, пятью сборниками песен и десятью синглами. Кроме того, песни группы неоднократно появлялись в различных V/A-сборниках.
Официальная видеография включает единственный DVD Visionary Vampyres.
| - Rise (1993) - The Prophecy (1994) - Prince of Darkness (1996) - Lord of the Flies (1997) - Wonderland (2011) - Reflections Through a Darker Glass (2000) - Legend (1994) - ReVamped (1999) - The Best of Nosferatu: Vol.I (2001) - Vampyres, Witches, Devils & Ghouls... The Very Best of Nosferatu (2006) - Anthology (2006) | - The Hellhound (1991) - Vampyres Cry (1992) - Diva (1992) - Inside the Devil (1993) - Savage Kiss (1993) - The Haunting (1995) - Lucifer Rising (2000) - Somebody Put Something In My Drink (2005) - Black Hole (2010) - Horror Holiday (2011) - Visionary Vampyres (2005) DVD |

## Составы
Состав группы множество раз изменялся, единственным её постоянным участником является гитарист Дэмьен Де Вилль.

## Основные концертные выступления

### 1988—1992
- 5 октября 1988 — первый концерт в Лондоне
- Июль 1990 — несколько выступлений в Лондоне, отмеченных вниманием публики и скандальным поведением группы на сцене
- Октябрь 1990 — первый гастрольный тур группы по Англии (вместе с Every New Dead Ghost)
- Декабрь 1991 — второе турне по Англии (вместе с Children on Stun), выступление вместе с Sex Gang Children
- Февраль 1992 — выступление вместе с Sex Gang Children в Лондоне

### 1993—1995
- Апрель 1993 — турне по Великобритании (группа впервые посетила Шотландию и Уэльс)
- 30—31 октября 1993 — первый концерт за рубежом (Париж, Франция)
- Февраль 1994 — выступления в Бельгии и Нидерландах
- Май 1994 — тур по Германии и участие в фестивале Wave Gothic Treffen (вместе с Cocteau Twins и The Cranes)
- Октябрь 1995 — ещё одно выступление в Париже, группа едва не задержана французской полицией за «подозрительный» внешний вид

### 1997—2002
- Январь 1997 — концерт в Дублине
- Февраль 1997 — группа выступает на All Day Festival в качестве хэдлайнера
- Май 1999 — ещё одно выступление на Wave Gothic Treffen (при поддержке L'Âme Immortelle)
- Февраль 2002 — несколько масштабных концертов в Великобритании
- Август 2002 — участие в фестивале M'era Luna Festival

### 2006—2012
- 2006 — концерты в Италии, Испании, Австрии, Греции, Мексике и России
- Июнь 2006 — третье выступление на Wave Gothic Treffen
- Август 2007 — второе выступление на фестивале M’era Luna
- Июнь 2009 — четвёртое выступление на Wave Gothic Treffen
- Июнь 2010 — участие в фестивале Lumous в Финляндии
- Июль 2010 — выступление на Gothic Festival в Бельгии
- 12 июня 2011 — пятое выступление на Wave Gothic Treffen
- Июль 2011 — выступление на Castle Party XVIII
- 17 июня 2012 — группа становится хэдлайнером Spider’s Web Festival в Великобритании
- 23 июня 2012 — участие в фестивале Defqon в Нидерландах